# 日本陸軍の管区と部隊
本項目では、大日本帝国陸軍の1871年から1945年までの管区と部隊所在地を示す。本表が示す部隊所在地（営所あるいは衛戍地と呼ばれた）は、平時に部隊が常駐すると決められた場所であって、戦時の作戦や一時的な派遣での移動先は含まない。表は大きな改正があった年の状態を示す。境界線変更や部隊の移転など、小さな変更までは反映していない。

## 鎮台の時代 (1871 - 88)

### 1871年
陸軍の管区のはじまりは、明治4年（1871年）8月、全国に4鎮台を置いてそれぞれの管所を定めたときである。それまでも各地に部隊はあったが、管轄地までは法定されていなかった。
| 鎮台     | 本分営   | 営所所在地       | 管地                                                       |
| 東京鎮台 | 本営     | 東京             | 武蔵、上野、下野、常陸、下総、上総、安房、相模             |
| 東京鎮台 | 第一分営 | 新潟             | 越後、羽前、越中、佐渡                                     |
| 東京鎮台 | 第二分営 | 上田             | 信濃                                                       |
| 東京鎮台 | 第三分営 | 名古屋           | 尾張、伊勢、伊賀、志摩、遠江、三河、美濃、飛騨             |
| 大阪鎮台 | 本営     | 大坂             | 山城、大和、河内、和泉、摂津、紀伊、丹波、播磨、備前、美作 |
| 大阪鎮台 | 第一分営 | 小浜             | 若狭、近江、越前、加賀、能登、丹後、但馬、因幡、伯耆       |
| 大阪鎮台 | 第二分営 | 高松             | 讃岐、阿波、土佐、伊予、淡路                               |
| 鎮西鎮台 | 本営     | 小倉（当分熊本） | 豊前、豊後、筑前、筑後、肥前、肥後、壱岐、対馬             |
| 鎮西鎮台 | 第一分営 | 広島             | 安芸、備中、備後、出雲、石見、周防、長門、隠岐             |
| 鎮西鎮台 | 第二分営 | 鹿児島           | 薩摩、日向、大隅                                           |
| 東北鎮台 | 本営     | 石巻（当分仙台） | 磐城、岩代、陸前、陸中                                     |
| 東北鎮台 | 第一分営 | 青森             | 陸奥、羽後                                                 |

### 1873年
明治6年（1873年）1月、鎮台の配置が改定され6鎮台になるとともに、鎮台が管轄する区域として軍管が定められた。各軍管には2、3箇所の営所が設けられ（計14箇所）、それぞれに歩兵連隊が1個ずつ置かれた。さらに同年7月、鎮台条例の公布により、1軍管が2、3個の師管に区分されるとともに、鎮台の設けられていない北海道が第七軍管として追加された。
| 軍管（鎮台）      | 師管     | 営所所在地           | 歩兵連隊     |
| 第1軍管（東京）   | 第1師管  | 東京                 | 歩兵第1連隊  |
| 第1軍管（東京）   | 第2師管  | 佐倉（→宇都宮→佐倉） | 歩兵第2連隊  |
| 第1軍管（東京）   | 第3師管  | 新潟（→高崎）        | 歩兵第3連隊  |
| 第2軍管（仙台）   | 第4師管  | 仙台                 | 歩兵第4連隊  |
| 第2軍管（仙台）   | 第5師管  | 青森                 | 歩兵第5連隊  |
| 第3軍管（名古屋） | 第6師管  | 名古屋               | 歩兵第6連隊  |
| 第3軍管（名古屋） | 第7師管  | 金沢                 | 歩兵第7連隊  |
| 第4軍管（大阪）   | 第8師管  | 大阪                 | 歩兵第8連隊  |
| 第4軍管（大阪）   | 第9師管  | 大津                 | 歩兵第9連隊  |
| 第4軍管（大阪）   | 第10師管 | 姫路                 | 歩兵第10連隊 |
| 第5軍管（広島）   | 第11師管 | 広島                 | 歩兵第11連隊 |
| 第5軍管（広島）   | 第12師管 | 丸亀                 | 歩兵第12連隊 |
| 第6軍管（熊本）   | 第13師管 | 熊本                 | 歩兵第13連隊 |
| 第6軍管（熊本）   | 第14師管 | 小倉                 | 歩兵第14連隊 |
| 第7軍管           |          |                      |              |

### 1885年
明治18年（1885年）の鎮台条例改定により、1軍管が2師管に区分され、各師管に旅団1個、歩兵連隊2個が置かれることになった。
| 軍管（鎮台）      | 師管     | 営所所在地 | 歩兵連隊       | 司令部所在地 |
| 第1軍管（東京）   | 第1師管  | 東京       | 歩兵第1連隊    | 東京         |
| 第1軍管（東京）   | 第1師管  | 東京       | 歩兵第15連隊   | 高崎         |
| 第1軍管（東京）   | 第2師管  | 佐倉       | 歩兵第2連隊    | 佐倉         |
| 第1軍管（東京）   | 第2師管  | 佐倉       | 歩兵第三連隊   | 東京         |
| 第2軍管（仙台）   | 第3師管  | 仙台       | 歩兵第4連隊    | 仙台         |
| 第2軍管（仙台）   | 第3師管  | 仙台       | 歩兵第十六連隊 | 新発田       |
| 第2軍管（仙台）   | 第四師管 | 青森       | 歩兵第5連隊    | 青森         |
| 第2軍管（仙台）   | 第四師管 | 青森       | 歩兵第17連隊   | 仙台         |
| 第3軍管（名古屋） | 第5師管  | 名古屋     | 歩兵第6連隊    | 名古屋       |
| 第3軍管（名古屋） | 第5師管  | 名古屋     | 歩兵第18連隊   | 豊橋         |
| 第3軍管（名古屋） | 第6師管  | 金沢       | 歩兵第7連隊    | 金沢         |
| 第3軍管（名古屋） | 第6師管  | 金沢       | 歩兵第19連隊   | 名古屋       |
| 第4軍管（大阪）   | 第7師管  | 大阪       | 歩兵第8連隊    | 大阪         |
| 第4軍管（大阪）   | 第7師管  | 大阪       | 歩兵第九連隊   | 大津         |
| 第4軍管（大阪）   | 第8師管  | 姫路       | 歩兵第10連隊   | 姫路         |
| 第4軍管（大阪）   | 第8師管  | 姫路       | 歩兵第20連隊   | 大阪         |
| 第5軍管（広島）   | 第9師管  | 広島       | 歩兵第11連隊   | 広島         |
| 第5軍管（広島）   | 第9師管  | 広島       | 歩兵第21連隊   | 広島         |
| 第5軍管（広島）   | 第10師管 | 松山       | 歩兵第12連隊   | 丸亀         |
| 第5軍管（広島）   | 第10師管 | 松山       | 歩兵第22連隊   | 松山         |
| 第6軍管（熊本）   | 第11師管 | 熊本       | 歩兵第13連隊   | 熊本         |
| 第6軍管（熊本）   | 第11師管 | 熊本       | 歩兵第23連隊   | 熊本         |
| 第6軍管（熊本）   | 第12師管 | 小倉       | 歩兵第14連隊   | 小倉         |
| 第6軍管（熊本）   | 第12師管 | 小倉       | 歩兵第24連隊   | 福岡         |
| 第7軍管           |          |            |                |              |

## 師管の時代 (1888 - 1940)

### 1888年
明治21年（1888年）、鎮台が師団に改編されたのに伴い、従来の軍管が師管、師管が旅管に改称された。各旅管は4個の大隊区に区分され、必要に応じて警備隊区が設置された。また、明治23年勅令第82号により、一部の師管について区画の変更が行われた。さらに、明治27年（1894年）には第七師管が他の6師管と同様、旅管2個、大隊区8個に区分された。
| 師管（師団司令部） | 旅管（旅団司令部） | 大隊区                            | 警備隊区   |
| 第一（東京）       | 第一（東京）       | 麻布、横浜、高崎、長野            | 小笠原島   |
| 第一（東京）       | 第二（佐倉）       | 佐倉、水戸、本郷、宇都宮          |            |
| 第二（仙台）       | 第三（仙台）       | 仙台、福島、新発田、柏崎          | 佐渡       |
| 第二（仙台）       | 第四（青森）       | 青森、盛岡、秋田、山形            |            |
| 第三（名古屋）     | 第五（名古屋）     | 名古屋、津、豊橋、静岡            |            |
| 第三（名古屋）     | 第六（金沢）       | 金沢、富山、岐阜、福井            |            |
| 第四（大阪）       | 第七（大阪）       | 大阪、和歌山、大津、京都          |            |
| 第四（大阪）       | 第八（姫路）       | 姫路、岡山、神戸、宮津（→福知山） |            |
| 第五（広島）       | 第九（広島）       | 広島、尾ノ道、山口、松江          | 隠岐       |
| 第五（広島）       | 第十（丸亀）       | 丸亀、徳島、松山、高知            |            |
| 第六（熊本）       | 第十一（熊本）     | 熊本、宮崎、八代（→大分）、鹿児島 | 大島、沖縄 |
| 第六（熊本）       | 第十二（小倉）     | 小倉、佐賀、福岡、長崎            | 五島、対馬 |
| 第七（札幌）       | 第十三（札幌）     | 札幌、函館、空知太、天塩          |            |
| 第七（札幌）       | 第十四（根室）     | 根室、釧路、十勝、浦河            |            |

### 1896年
明治29年（1896年）、師団の増設に伴う師管の改編によって旅管が廃止されて13師管となり、従来の大隊区は連隊区と改称された。なお、明治31年4月1日に一部の管轄の変更が行われた。
| 師管（師団司令部） | 連隊区                                   | 警備隊区               |
| 近衛（東京）       | 本郷、宇都宮、佐倉、水戸                 |                        |
| 第一（東京）       | 麻布、横浜、高崎、長野                   | 小笠原島               |
| 第二（仙台）       | 仙台、福島、新発田、柏崎                 | 佐渡                   |
| 第三（名古屋）     | 名古屋、津、豊橋、静岡                   |                        |
| 第四（大阪）       | 大阪、和歌山、大津、京都                 |                        |
| 第五（広島）       | 広島、尾道、山口、浜田                   | 隠岐                   |
| 第六（熊本）       | 熊本、大村、鹿児島、宮崎                 | 大島、沖縄、五島、対馬 |
| 第七（札幌）       | 札幌、函館、根室（→釧路）、十勝（→旭川） |                        |
| 第八（弘前）       | 弘前、盛岡、秋田、山形                   |                        |
| 第九（金沢）       | 金沢、富山、敦賀（→鯖江）、岐阜          |                        |
| 第十（姫路）       | 福知山、神戸、姫路、岡山（→鳥取）        |                        |
| 第十一（丸亀）     | 丸亀、徳島、松山、高知                   |                        |
| 第十二（小倉）     | 小倉、大分、久留米（→福岡）、佐賀        |                        |

### 1899年
明治32年（1899年）、近衛師管の管轄する区域が全て第一師管に移管された。また、明治36年（1903年）、師管と連隊区の間に旅管が設けられた。
| 師管（師団司令部） | 旅管（旅団司令部） | 連隊区                   | 警備隊区   |
| 第一（東京）       | 第一（東京）       | 麻布、横浜、高崎、長野   | 小笠原島   |
| 第一（東京）       | 第二（佐倉）       | 佐倉、水戸、本郷、宇都宮 |            |
| 第二（仙台）       | 第三（仙台）       | 仙台、福島               |            |
| 第二（仙台）       | 第十五（新発田）   | 新発田、柏崎             | 佐渡       |
| 第三（名古屋）     | 第五（名古屋）     | 名古屋、津               |            |
| 第三（名古屋）     | 第十七（豊橋）     | 豊橋、静岡               |            |
| 第四（大阪）       | 第七（大阪）       | 大阪、和歌山             |            |
| 第四（大阪）       | 第十九（大津）     | 大津、京都               |            |
| 第五（広島）       | 第九（広島）       | 広島、尾道               |            |
| 第五（広島）       | 第二十一（浜田）   | 浜田、山口               | 隠岐       |
| 第六（熊本）       | 第十一（熊本）     | 熊本、鹿児島             | 大島、沖縄 |
| 第六（熊本）       | 第二十四（久留米） | 宮崎、久留米             |            |
| 第七（札幌）       | 第十三（札幌）     | 札幌、函館               |            |
| 第七（札幌）       | 第十四（旭川）     | 釧路、旭川               |            |
| 第八（弘前）       | 第四（弘前）       | 盛岡、弘前               |            |
| 第八（弘前）       | 第十六（秋田）     | 秋田、山形               |            |
| 第九（金沢）       | 第六（金沢）       | 金沢、富山               |            |
| 第九（金沢）       | 第十八（岐阜）     | 岐阜、鯖江               |            |
| 第十（姫路）       | 第八（姫路）       | 姫路、鳥取               |            |
| 第十（姫路）       | 第二十（福知山）   | 福知山、神戸             |            |
| 第十一（松山）     | 第十（松山）       | 松山、高知               |            |
| 第十一（松山）     | 第二十二（丸亀）   | 丸亀、徳島               |            |
| 第十二（小倉）     | 第十二（小倉）     | 小倉、大分               |            |
| 第十二（小倉）     | 第二十三（福岡）   | 福岡、大村               | 五島、対馬 |

### 大正・昭和期
明治21年（1888年）に6個だった師団はその後増設され、大正4年（1915年）には第19師団と第20師団を編成、近衛師団と併せて21個師団となった。しかし、いわゆる宇垣軍縮により4個師団が廃止、大正14年（1925年）には17個の常設師団が存在した。大正14年（1925年）以降はこの常設17個師団うち内地に在った13個師団が管轄する師管内の連隊区司令部を管掌し、新師団設置の業務・教育・或いは補充などを担当した。

## 軍管区の時代 (1940 -45)

### 1940年
昭和15年（1940年）に常設師団のうちの8個師団の衛戍地が満州になり、代替の常設師団として第51師団等の7個師団が新設され管区を引き継いだ（第1師団の管区はそれまで日本全国から徴兵していた近衛師団が引き継いだ）。そして、同年8月1日から師管の呼び方がそれまでの師団の名称ではなく地名を用いるようになった。また翌昭和16年（1941年）11月1日には、それまでほぼ歩兵連隊の衛戍地又は近接市に置かれていた連隊区司令部を、1府県1連隊区として兵庫県を除き府県庁所在地と一致させた。
| 師管（師団名） | 師管区（地名） | 常設師団 | 昭和15年以降 | 管轄連隊区                                                     |
| 第一師管       | 東京師管       | 第1師団  | 近衛師団     | 東京連隊区 甲府連隊区 横浜連隊区 浦和連隊区 千葉連隊区         |
| 第二師管       | 仙台師管       | 第2師団  | 同左         | 仙台連隊区 福島連隊区 新潟連隊区                               |
| 第三師管       | 名古屋師管     | 第3師団  | 同左         | 名古屋連隊区 岐阜連隊区 静岡連隊区                             |
| 第四師管       | 大阪師管       | 第4師団  | 同左         | 大阪連隊区 奈良連隊区 和歌山連隊区                             |
| 第五師管       | 広島師管       | 第5師団  | 同左         | 広島連隊区 松江連隊区 山口連隊区                               |
| 第六師管       | 熊本師管       | 第6師団  | 同左         | 熊本連隊区 大分連隊区 宮崎連隊区 鹿児島連隊区 沖縄連隊区       |
| 第八師管       | 弘前師管       | 第8師団  | 第57師団     | 青森連隊区 盛岡連隊区 秋田連隊区 山形連隊区                    |
| 第九師管       | 金沢師管       | 第9師団  | 第52師団     | 金沢連隊区 富山連隊区 長野連隊区                               |
| 第十師管       | 姫路師管       | 第10師団 | 第54師団     | 神戸連隊区 姫路連隊区 鳥取連隊区 岡山連隊区                    |
| 第十一師管     | 善通寺師管     | 第11師団 | 第55師団     | 高松連隊区 徳島連隊区 松山連隊区 高知連隊区                    |
| 第十二師管     | 久留米師管     | 第12師団 | 第56師団     | 福岡連隊区 佐賀連隊区 長崎連隊区                               |
| 第十四師管     | 宇都宮師管     | 第14師団 | 第51師団     | 水戸連隊区 宇都宮連隊区 前橋連隊区                             |
| 第十六師管     | 京都師管       | 第16師団 | 第53師団     | 京都連隊区 大津連隊区 津連隊区 福井連隊区                      |
| 第七師管       | 旭川師管       | 第7師団  | 同左         | 旭川連隊区 札幌連隊区 函館連隊区 釧路連隊区 豊原連隊区（樺太） |

### 1945年の師管区
師管とは師団の管轄する区域のことであり、その司令部とは師団司令部にほかならず、師団が外地に出征し不在の場合には留守師団が置かれ、師団長とは別に留守師団長が補されていた。しかし、大戦末期の昭和20年（1945年）には本土決戦が必至の状況となりこのあり方を抜本的に改めた。それまでの留守師団を改編し師管区司令部を編成し担任区域の防衛も併せて担任した。域内の連隊区司令部と同じ区域に地区司令部を併置し、連隊区司令官が地区司令官を兼ねた。朝鮮半島の海外領土にも師管区司令部が設置されたが、海外領土に連隊区司令部は置かれず兵事部が設置された。師管区司令部にはそれまでの留守師団と同じく補充兵からなる補充隊が編成され、それぞれ歩兵連隊・砲兵連隊・工兵連隊に準じて配置され、管区内に陸軍病院を持った。師管区司令官は中将が任命され、参謀長・兵事部長が置かれたが、殆どの各管区司令官は予備役の中将を召集して任命された。
師管区司令部
※括弧内は夫々師管区司令部の編成時期とその母体。
- 弘前師管区司令部（昭和20年4月1日留守第57師団司令部を改称）
- 仙台師管区司令部（昭和20年4月9日留守第2師団司令部を改称）
- 東京師管区司令部（昭和20年4月1日留守近衛第2師団司令部を改称）
- 宇都宮師管区司令部（留守第51師団司令部を改称）
- 長野師管区司令部（昭和20年4月1日留守第54師団司令部を改称）
- 名古屋師管区司令部（昭和20年4月1日留守第3師団司令部を改称）
- 金沢師管区司令部（昭和20年4月1日留守第52師団司令部を改称）
- 京都師管区司令部（昭和20年4月1日留守第53師団司令部を改称）
- 大阪師管区司令部（昭和20年4月1日留守第4師団司令部を改称）
- 善通寺師管区司令部（昭和20年4月1日留守第55師団司令部を改称、6月12日四国軍管区司令部に改称）
- 広島師管区司令部（昭和20年4月1日留守第5師団司令部を改称、6月12日中国軍管区司令部に改称）
- 久留米師管区司令部（昭和20年4月1日留守第56師団司令部を改称）
- 熊本師管区司令部（昭和20年4月1日留守第6師団司令部を改称）
- 旭川師管区司令部（昭和20年2月28日留守第7師団司令部を改称）
- 羅南師管区司令部（昭和20年2月9日新設）
- 平壌師管区司令部（昭和20年2月28日留守第30師団司令部を改称）
- 京城師管区司令部（留守第20師団司令部を改称）
- 大邱師管区司令部（昭和20年2月9日新設）
- 光州師管区司令部（昭和20年2月9日新設）